# Ксенија Цицварић
Ксенија Цицварић (Подгорица, 1929 — Београд, 11. фебруар 1997) била је црногорска и југословенска певачица, интерпретаторка црногорске народне музике. Њен репертоар су чиниле песме из старе Подгорице, Никшића, Цетиња, Бијелог Поља, Пљеваља и других црногорских градова. Својим специфичним извођењем промовисала је црногорску народну песму. Њене најпознатије песме су „Млада Јелка љуби Јанка”, „Ој весела веселице”, „Милица једна у мајке”, „Да ми је знати Боже мој”, „Сахат кула”, „Сејдефу мајка буђаше”, „Зорна Зорка” и друге. Ксенија Цицварић била је најаутентичнији представник изворног црногорског мелоса.

## Биографија
Ксенија Цицварић рођена је 1929. године у Подгоричкој Старој вароши, у многочланој породици Радивоја Брацовића. Таленат за песму наследила је од мајке Симоне (рођене Златичанин). Као мала је веома лепо и често певала, па су је суграђани већ тада прозвали „Славуј са Рибнице”. Ксенијина је желела да учи певање, међутим отац јој није дозволио и уписала је Радничку школу у Подгорици.

### Други светски рат
Током бомбардовања Подгорице у Другом светском рату Ксенијина породица се, са осталим становницима Подгорице, крила у пећинама Мораче и Рибнице. Када је једна бомба пала у близини тог склоништа погинуло је неколико њених браће и сестара, а Ксенији су биле повређене очи. Срећом, један италијански љекар је одмах интервенисао и спасао је доживотног слепила.

### Послератни период
По завршетку рата, 1945. године многи становници Црне Горе, плашећи се нове власти, желели су да напусте државу. У збеговима су кренули преко Босне, Хрватске и Словеније ка западу. У једном од тих збегова била је и Ксенијина породица. На пола пута, у босанским планинама, умро је отац. На неколико километара од аустријске границе збјег је заустављен и враћен назад у Црну Гору. Одмах по повратку у Подгорицу Ксенија и њен брат укључени су у акцију рашчишћавања бомбардоване Подгорице.
После рата Ксенија се удала за пилота ЈАТ-а Николу Новаковића из Македоније. У том браку родила је сина Душка и ћерку Ирену. Породична срећа кратко је трајала јер је Никола, као информбировац, убрзо морао је да побегне. Касније се сазнало да је ухваћен и одведен у Стаљинов логор, у Румунију, али никакве информације више нису добијали. Ксенија се, оставши сама са двоје деце, одселила у Македонију код Николиних родитеља. Међутим и одатле је убрзо морала да оде, јер се њен девер, комуниста, тада министар шумарства, плашио да би га њено присуство могло коштати политичке каријере.
Ксенија се вратила у Подгорицу где је, чак у једном тренутку покушала да прекрати тако мучан живот скоком у Рибницу, заједно са своје двоје деце. На сву срећу, од те намере одговорио ју је случајни пролазник. Да би прехранила породицу радила је најтеже послове. Убрзо се прикључила хору „Станко Драгојевић”, где је прво била хорски певач, а затим солиста, а певала је и у ресторану „Црна Гора”. Отварањем Радио Титограда почела је да снима народне песме са оркестром, када је и започела њена певачка каријера.
Како годинама није имала информација о мужу Николи, Ксенија је мислила да је погинуо у логору, па је одлучила је да се преуда за Милоја Цицварића из Чачка, који је такође био пилот. Два дана после рођења њиховог млађег сина Жарка, шестогодишњи син Владимир гине испред зграде у саобраћајној несрећи. Ксенија је ово веома тешко поднела и да би је одвојио од места несреће њен супруг Милоје тражи и добија премештај и породица се сели у Београд.
У Београду је Ксенија изградила изузетну певачку каријеру. Међутим, послије смрти другог мужа оболела је од астме. Јавили су се проблеми са дисањем, па се повукла се са музичке сцене и посветила породици. Фебруара 1997. године завршила је у болници, где је поред ње је била њена најбоља пријатељица Нада Мамула. Умрла је 11. фебруара 1997. године.

## Певачка каријера
Певачку каријеру Ксенија Цицварић започела је 60-их година 20. века, када је примљена на конкурсу за певача на тек основаном Радио Титограду. На аудицији је отпевала песму „Млада Јелка љуби Јанка”, којом је тадашњи шеф оркестра Јаника Балаш био одушевљен. Ту је срела и Хамдију Шахинпашића, чувеног пљеваљског народног певача, од кога је научила неке санџачке севдалинке. Заволела је те песме и у својој интерпретацији их сачувала од заборава. По доласку у Београд Ксенија је почела да снима за Радио Београд. Наиме, чим је сазнао да се преселила, тадашњи шеф Народног оркестра Властимир Павловић Царевац поручио јој је да дође на аудицију, на којој је певала чувену косовску песму „Запевала сојка птица”. Након запаженог наступа и победе на Југословенском фестивалу народне музике на Цетињу, када је отпевала песму „Сјевер ружу низ поље нијаше”, добила је на поклон црногорску ношњу краљице Милене.
Током каријере Ксенија Цицварић сарађивала је са многим познатим оркестрима. Њен репертоар су у највећем броју чиниле црногорске народне песме из старе Подгорице, Никшића, Цетиња, Бијелог Поља, Пљеваља, али је често знала да отпева и српске, македонске, албанске и санџачке. Мало је познато да је била велики љубитељ италијанских и шпанских песама и да их је често певала „за своју душу”. Својим специфичним извођењем промовисала је црногорску народну песму. Њене најпознатије песме су „Млада Јелка љуби Јанка”, „Ој весела веселице”, „Милица једна у мајке”, „Да ми је знати Боже мој”, „Сахат кула”, „Сејдефу мајка буђаше”, „Зорна Зорка” и друге. Сачувала је велики део блага црногорске народне песме. Снимала је плоче и касете које су биле и остале хитови.

## Дискографија

### Синглови
- Сејдефу Мајка Буђаше ‎(Сејдефу Мајка Буђаше ; Благо Теби Цвијет Каранфиле / Млада Јелка Љуби Јанка ; Шет'о Сам Се Горе Доље - ПГП РТБ, 1965)
- Је Ли Коме Кано Срцу Моме ‎(Је Ли Коме Кано Срцу Моме ; Да Ми Је Знати Боже Мој / Ај Пуче Пушка ; Ах Ил' Је Ведро Ил' Облачно - ПГП РТБ, 1965)
- Седам Дана И Три Ноћи ‎(Седам Дана И Три Ноћи ; Друг Се Другу Жали На Ђевојку / Ђевојка Је Момку Прстен Повраћала ; Тамна Ноћи, Тамна Ли Си -	Југотон, 1968)
- Ој, Весела Веселице ‎(Ој, Весела Веселице ; Стар Се Србин Наљутио / Авајлија Фистанлија ; Ситна Књига - ПГП РТБ, 1968)
- По Таслиџи Пада Магла ‎(По Таслиџи Пада Магла / Погледајте Другови - ПГП РТБ, 1971)
- Милица, Једна У Мајке (Милица, Једна У Мајке / Ој, Весела Веселице - Југотон, 1974)
- Друг Се Другу Жали На Дјевојку ‎(Друг Се Другу Жали На Дјевојку / Ај, Пуче Пушка - РТВ Љубљана, 1975)
- Полегли Су Долегли Су Два Бјела Голуба ‎(Полегли Су Долегли Су Два Бјела Голуба / Кад Се Зихо Из Стамбола Врати - ПГП РТБ, 1977)[6]

### Албуми
- Ксенија Цицварић и Ансамбл Миодрага Јашаревића (РТВ Љубљана, 1972)
- Ој Весела, Веселице (Југотон, 1981)

### Компилације
- Песме Ксеније Цицварић (ПГП РТС, 1998)
- Антологија ‎(Горатон, 2002)

## Занимљивости
Ксенијин први муж Никола Новаковић ипак није настрадао, већ се вратио се из заробљеништва. У судском спору син Душко припао је мајци, а ћерка Ирена оцу. Ксенија није видела своју ћерку наредних 20 година. Мало је познато да је Ксенија сама написала песму „Долином се шетала дјевојчица мала”, коју је посветила управо њој.
Према речима Ксенијиног сина Душка, Ксенија је била веома поносна на црногорску ношњу краљице Милене, коју је добила као награду за победу на Фестивалу народне музике на Цетињу. „Међутим, када је Никита Хрушчов боравио у Црној Гори са супругом Нином, црногорска влада је одлучила да јој поклони нешто репрезентативно. Дошли су код Ксеније, узели ношњу краљице Милене и предали је госпођи Хрушчов, тако да је мајка остала и без те прве награде у животу.”